# Lukavica (gmina Lopare)
Lukavica (cyr. Лукавица) – wieś w Bośni i Hercegowinie, w Republice Serbskiej, w gminie Lopare. W 2013 roku liczyła 50 mieszkańców.